# Kan man give æstetikken køn
Kan man give æstetikken køn er en dansk dokumentarfilm fra 1984, der er instrueret af Dola Bonfils.

## Handling
Dobbeltportræt af to kvindelige kunstnere, som repræsenterer hver sin generation: Ursula Reuter Christiansen og Nina Sten-Knudsen.